# Santa Cruz Tacahua
Santa Cruz Tacahua är en kommun i Mexiko.   Den ligger i delstaten Oaxaca, i den sydöstra delen av landet, 300 km sydost om huvudstaden Mexico City.
Följande samhällen finns i Santa Cruz Tacahua:
- Cerro Prieto